# Choruongka
La Choruongka (in russo Хоруонгка?) è un fiume della Russia siberiana orientale, affluente di sinistra della Lena. Scorre nell'ulus Žiganskij della Repubblica autonoma della Sacha (Jacuzia).

## Descrizione
Il fiume ha origine dal lago Biedili (озеро Биедили) ad un'altitudine di 169 metri sul livello del mare. Scorre nel bassopiano della Jacuzia centrale prima in direzione sud, poi est e gira infine a nord in una zona ricca di laghi raccogliendone l'acqua portata da piccoli affluenti; il fiume prende infine la direzione nord-est fino a sfociare nella Lena a 696 km dalla sua foce. 
La lunghezza della Choruongka è di 377 km, l'area del suo bacino è di 8 330 km². La larghezza del fiume vicino alla foce è di 42 metri, la sua profondità è di 1 metro. Il suo principale affluente è il Samaldikan, lungo 155 km.